# Wanakarsa
Wanakarsa is een bestuurslaag in het regentschap Banjarnegara van de provincie Midden-Java, Indonesië. Wanakarsa telt 2826 inwoners (volkstelling 2010).